# 圣阿维 (洛特-加龙省)
圣阿维（法語：Saint-Avit）是法国洛特-加龙省的一个市镇，属于马尔芒德区（Marmande）塞谢县（Seyches）。该市镇总面积8.95平方公里，2009年时的人口为163人。

## 人口
圣阿维人口变化图示